# Hans Fleischmann
Hans Fleischmann (11 maggio 1898 – 28 dicembre 1978) è stato un calciatore tedesco, di ruolo difensore o attaccante.